# Anastatus stantoni
Anastatus stantoni är en stekelart som beskrevs av William Harris Ashmead 1904. Anastatus stantoni ingår i släktet Anastatus och familjen hoppglanssteklar.
Artens utbredningsområde är Filippinerna. Inga underarter finns listade i Catalogue of Life.